# Pelindaba

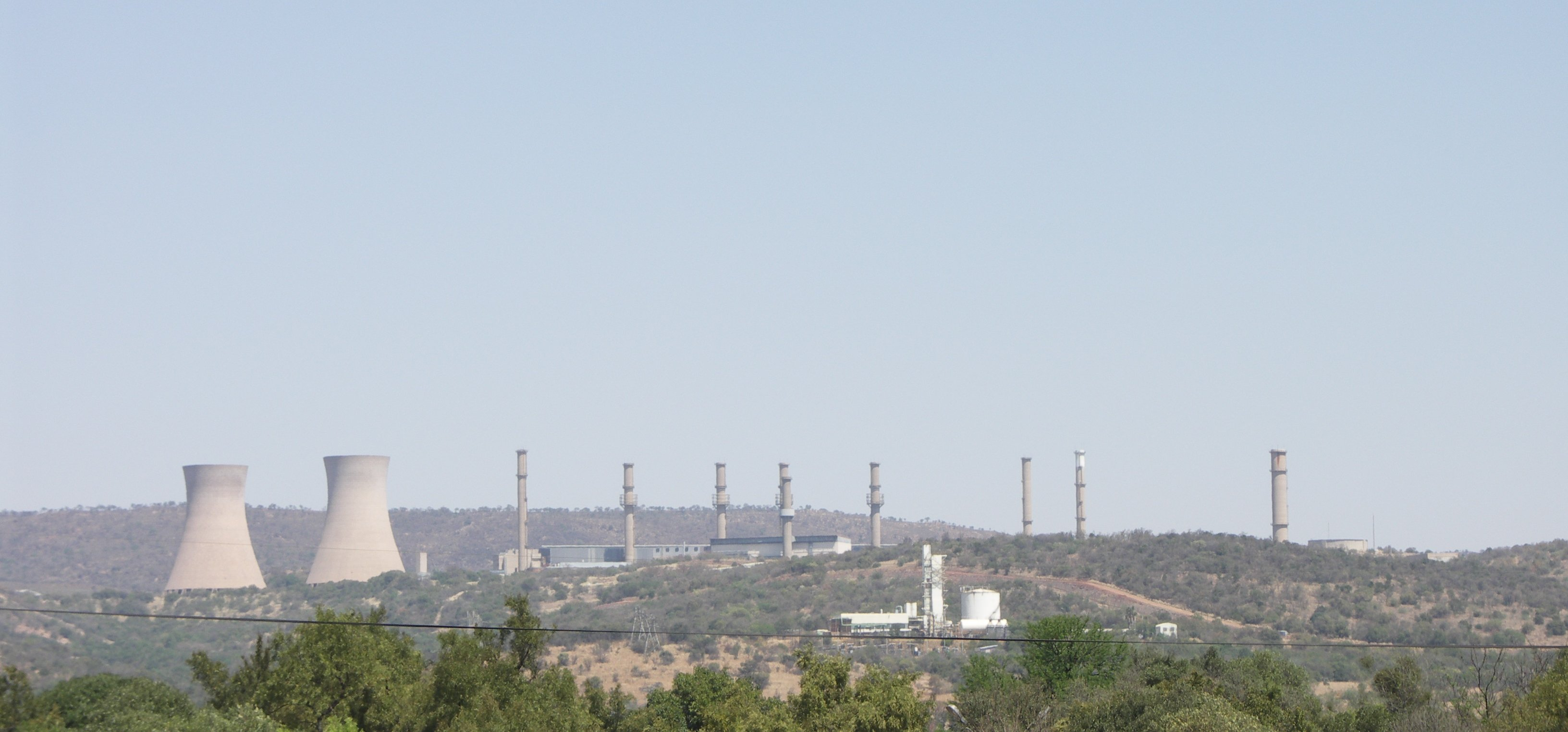
Kernforschungszentrum Pelindaba

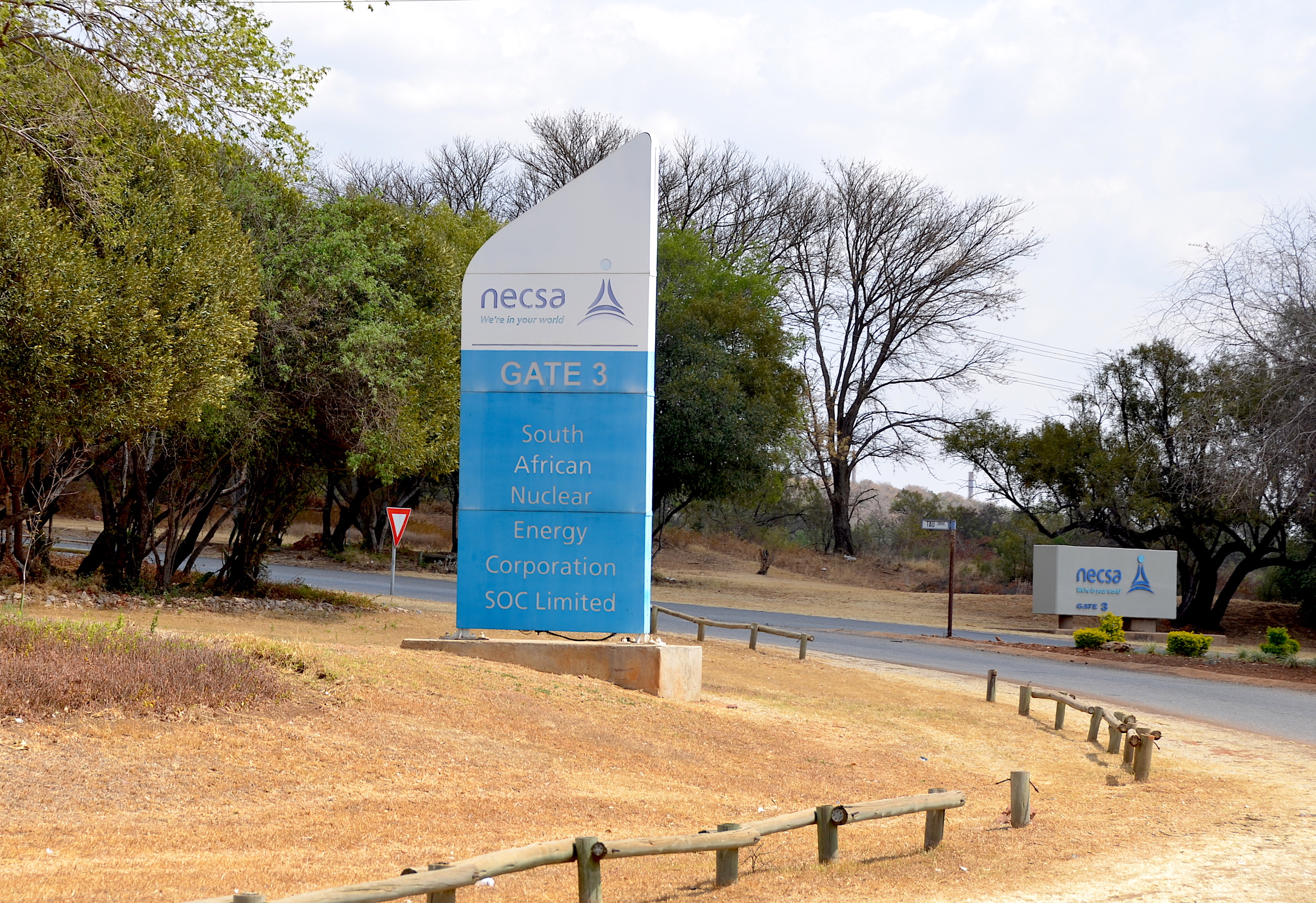
Zufahrt 3 zum Forschungskomplex Pelindaba

Pelindaba ist Südafrikas wichtigstes Kernforschungszentrum in der Nähe des Hartbeespoort-Stausees, etwa 33 Kilometer westlich von Pretoria. Es wird seit 1999 vom staatlichen Unternehmen Nuclear Energy Corporation of South Africa (NECSA) betrieben. Im Verlaufe seiner Existenz waren die wissenschaftlichen Betätigungsfelder weit gespannt. Hier fanden umfangreiche Forschungen auf den Gebieten der Reaktorentwicklung, Uran-Anreicherung, Brennelementeproduktion und zur Herstellung medizinisch verwendeter Isotope statt.
Gegenwärtig sind Strahlenforschung und nukleare Entsorgung die Hauptarbeitsgebiete. Das Forschungszentrum betreibt einen Reaktor mit 20 MW Leistung und einen Teilchenbeschleuniger mit einem 4-Megavolt-Van-de-Graaff-Generator.
Pelindaba war auch der Ort, an dem in den 1970er-Jahren südafrikanische Atombomben entwickelt, gebaut und anschließend eingelagert wurden. Nach Angaben des U.S. State Department soll im September 1979 Südafrika einen Nukleartest (Vela-Zwischenfall) vor seiner Küste mit einer Explosionskraft von 2,5 bis 3 Kilotonnen durchgeführt haben.

## Geschichte
Der Forschungsreaktor wurde 1960 im Rahmen des friedlichen Atomprogramms Atoms for Peace geplant, erhielt den Namen SAFARI-1 (für 1st South African Fundamental Atomic Research Installation) und lief ab 1965 mit einer Leistung von zunächst 6,75 MW. Die Leistung wurde durch das Kühlsystem begrenzt. 1968 wurde die Leistung auf 20 MW erhöht, nachdem die Kapazität des Kühlsystems ausgebaut worden war. Als Spaltstoff wurde zunächst hochangereichertes Uran aus den USA verwendet.
Im Jahr 1970 wurde die staatlich kontrollierte Uranium Enrichment Corporation (UCOR) mit dem Ziel gegründet, eine Anreicherungsanlage, Valindaba, Pelindaba East oder Y-plant genannt, in Pelindaba zu errichten. Ministerpräsident Balthazar Johannes Vorster setzte im selben Jahr das Parlament darüber in Kenntnis, dass die Atomenergiebehörde Südafrikas (South African Atomic Energy Board) ein bisher einzigartiges Konzept der Urananreicherung auf der Grundlage der Gasdüsen-Technologie vorangetrieben hat. Mit dem Bau der experimentellen Urananreicherungsanlage wurde 1971 begonnen. Sie war ab März 1977 betriebsbereit und lieferte ab Januar 1978 den Spaltstoff. Mitte des Jahres 2006 wurde auf schwachangereichertes Uran umgestellt. Im September 1989 gab Präsident Frederik Willem de Klerk die Anweisung, das Nuklearwaffenprogramm zu beenden. Gegenwärtig wird Uran aus den stillgelegten südafrikanischen Atomwaffen verwendet.
Nach Auffassung einiger Quellen erlangte Südafrika die Technologie der Uran-Anreicherungsanlage in Valindaba durch eine Zusammenarbeit mit bundesdeutschen Unternehmen und Wissenschaftlern. Spaltbares Material wurde von hier zum Betrieb des Kernkraftwerks Koeberg geliefert. Die bundesdeutsche Regierung bestätigte damals, dass es eine Zusammenarbeit zwischen der südafrikanischen ESCOM und dem privaten Institut für Reaktorsicherheit gab, die 1976 auf ihren Einspruch hin eingestellt wurde. Im Verlauf dieser Kooperation ging es um Aspekte der Standortwahl sowie um Konstruktionfragen und es war Südafrikanern erlaubt worden, in bundesdeutschen Nuklearforschungseinrichtungen zu arbeiten.

## Demografie
Das staatliche Forschungs- und Industriegebiet wird von der südafrikanischen Statistikbehörde als Pelindaba Industrial erfasst. Dessen Fläche beträgt 20,31 km² und gemäß der Volkszählung lebten in 2011 hier 60 Personen in 25 Haushalten, davon waren 58 % weiß und 42 % schwarz.